# Liga Campionilor UEFA
Liga Campionilor UEFA (engleză UEFA Champions League; cunoscută inițial drept  Cupa Europei,  apoi numită  Cupa Campionilor Europeni  până în 1992), abreviată deseori UCL, este prima competiție fotbalistică inter-cluburi europeană ca valoare, peste UEFA Europa League, fiind organizată de UEFA. Ea reprezintă una dintre cele mai prestigioase trofee de cluburi în sport, alături de Copa Libertadores a Americii de Sud.
Real Madrid este cel mai de succes club din istoria competiției, câștigând trofeul de 15 ori, inclusiv primele 5 ediții. Cluburile spaniole au cele mai multe trofee cumulativ (19), urmate de cele engleze și italiene (câte 12). Competiția a fost câștigată de 22 de cluburi diferite de-a lungul timpului, 12 dintre care au câștigat-o de mai multe ori. De când competiția și-a schimbat denumirea și structura în 1992, Real Madrid este unicul club care a reușit să câștige în trei ediții consecutive trofeul.
Campioana sezonului 2024-2025 este Paris Saint Germain care s-a impus în finală cu scorul de 5-0 în fața celor de la Inter Milan având cea mai mare diferență de scor din istoria competiției. 

## Format
Cunoscută inițial sub numele de Cupa Campionilor Europeni sau mai simplu Cupa Europei în primii ani după apariția sa, competiția a început în 1955/1956 cu un format de fază eliminatorie în tur-retur unde echipele disputau două meciuri, unul acasă și unul în deplasare, iar echipa cu cel mai mare scor per total se califica pentru următoarea fază a competiției. Participarea era posibilă doar echipelor câștigătoare ale titlului de campioană în ligile naționale și deținătoarei curente a cupei. Competiția era organizată și se derula anual într-o manieră similară Copei Libertadores din America de Sud.
Formatul și numele au fost schimbate în 1992-1993, sistemul de disputare al partidelor modificându-se radical de-a lungul anilor, de asemenea.

### Calificare
Calificarea pentru competiție este decisă de către poziția ocupată de echipele competitoare în ligile lor domestice, și în funcție de locul ligii domestice în clasamentul coeficientului UEFA. Cluburile care joacă în ligi domestice clasate între primele ligi conform coeficientului UEFA intră automat în fazele mai târzii ale competiției.
Din sezonul 2009-2010, UEFA a adus o serie de modificări competiției, mai ales cu privire la calificarea celor 32 de echipe care vor constitui 8 grupe. De atunci, mai multe modificări au avut loc. Astfel, în prezent, 26 de echipe sunt calificate direct în faza grupelor, iar pentru celelalte 6 locuri sunt create două tablouri/rute diferite: 
- Ruta Campionilor, de pe care se califică 4 echipe, destinat campioanelor din țările cu un coeficient UEFA mai slab. Pe acestă rută sunt în total 5 tururi de calificare, în care echipele vor fi repartizate în funcție de coeficientul UEFA al țării;
- Ruta Non-campionilor, de pe care se califică 2 echipe din campionatele primelor 15 țări în ordinea coeficienților. Pe acestă rută sunt în total 3 tururi de calificare, în care echipele vor fi repartizate în funcție de coeficientul UEFA al țării.

De asemenea, deținătoarea titlului Ligii Campionilor este calificată direct în faza grupelor, indiferent pe ce poziție se clasează în liga sa domestică. Această decizie a fost luată imediat după ce clubul englez Liverpool a câștigat competiția din 2004-2005. Liverpool a terminat pe locul cinci în Premier League, la un loc în afara ultimei poziții de calificare directă, fiind în imposibilitatea de a-și apăra titlul. Ulterior, a fost luată decizia ca și campioana UEFA Europa League să fie calificată direct în faza grupelor.
Din 2010, finala Ligii Campionilor are loc într-o sâmbătă, și nu miercurea, așa cum a fost programată până în acel moment.

### Faza grupelor și faza eliminatorie

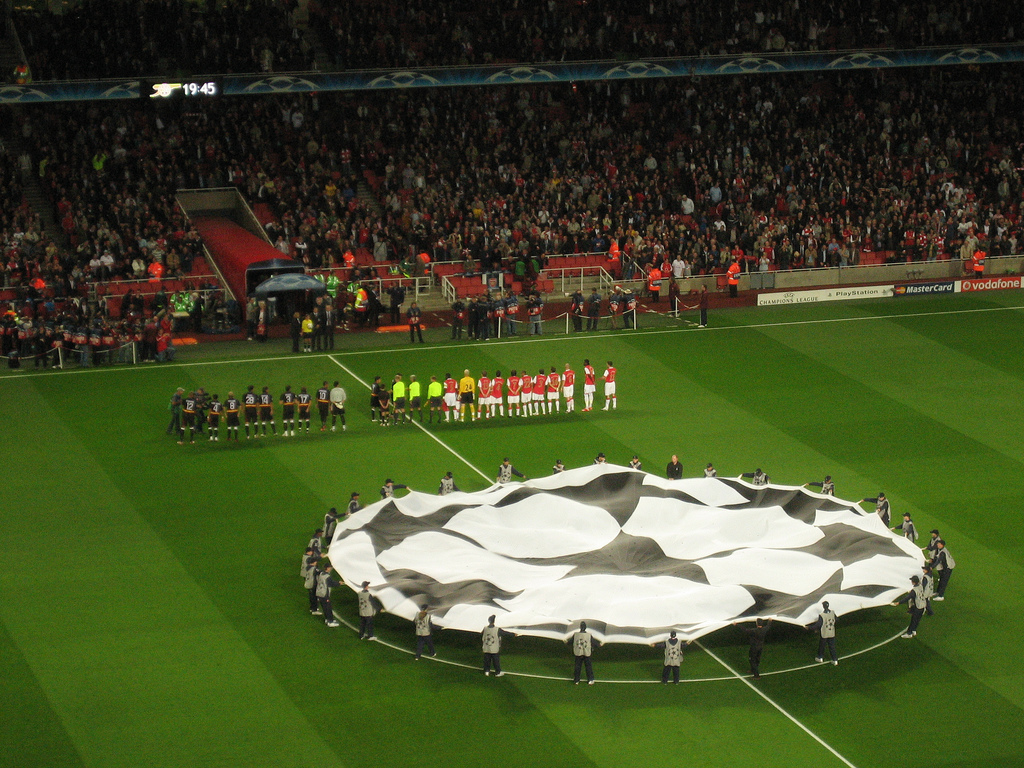
Logo-ul competiției este afișat în centrul terenului înaintea fiecărui meci de Liga Campionilor

#### Faza grupelor
În prezent, faza grupelor este alcătuită din 8 grupe a câte 4 echipe fiecare. Pentru a se determina componența fiecărei grupe este folosită tragerea la sorți, echipele fiind împărțite în patru urne numerice în funcție de coeficientul UEFA al cluburilor. Echipele din aceeași urnă, precum și echipele din aceeași țară, nu se pot afla în aceeași grupă. În faza grupelor, echipele se înfruntă în sistem double round-robin (fiecare cu fiecare), ele disputând câte două partide împotriva fiecărei echipe din grupă în sistem tur-retur, un meci disputându-se pe teren propriu, iar celălalt în deplasare astfel, fiecare echipă are 6 meciuri disputate în total. La finalul fazei grupelor, echipele care se află pe primele două poziții în grupă avansează în faza eliminatorie, iar echipa situată pe locul 3 se califică în faza eliminatorie a UEFA Europa League. Echipa de pe locul 4 este eliminată din competiție.

#### Faza eliminatorie
În faza eliminatorie participă cele 16 echipe de pe primele două locuri din fiecare grupă. Sistemul folosit este single-elimination tournament, unde echipele sunt trase la sorți două câte două pentru a disputa două jocuri (tur-retur), unul pe teren propriu iar unul în deplasare. În faza optimilor de finală, echipele de pe primul loc din fiecare grupă pot întâlni doar echipe situate pe locul 2 din celelalte grupe, iar echipele din aceeași țară, de asemenea, nu se pot întâlni. Începând cu sferturile de finală, tragerea la sorți este complet aleatorie, fără niciun criteriu. Până la finală, sistemul este următorul: La finalul celor două partide, scorul obținut în fiecare meci este adunat, iar echipa cu cel mai mare scor general se califică mai departe, iar cealaltă este eliminată. În caz că scorul general se află la egalitate, meciul al doilea (returul) va fi prelungit cu încă 30 de minute. Dacă și la finalul prelungirilor, scorul se află la egalitate, vor fi executate lovituri de departajare.
Finala se dispută într-un singur joc de 90 de minute între cele două echipe rămase în competiție. Dacă la finalul celor 90 de minute, scorul se află la egalitate, meciul va fi prelungit cu încă 30 de minute. Dacă și la finalul prelungirilor, meciul se află la egalitate, se vor executa lovituri de departajare. După încheierea jocului, echipa câștigătoare este încununată campioană și primește Trofeul Ligii Campionilor.

### Distribuție
Următoarea este lista de acces implicită. Nicio asociație nu poate avea mai mult de 5 echipe calificate în Liga Campionilor.
|                               |                               | Echipe care intră în această rundă | Echipele care avansează din runda precedentă                                                                    |
| ----------------------------- | ----------------------------- | --- | --- |
| Preliminarii (4 echipe)       | Preliminarii (4 echipe)       | - 4 campioni de la asociațiile de pe locurile 52-55 conform coeficientului UEFA | |
| Turul I (34 echipe)           | Turul I (34 echipe)           | - 33 de campioni de la asociațiile 18-51 (excepție Liechtenstein) | - un câștigător din Preliminarii                                                                                |
| Turul II                      | Campioni (20 de echipe)       | - 3 campioni de la asociațiile de pe locurile 15–17 | - 17 câștigători din Turul I                                                                                    |
| Turul II                      | Non-campioni (6 echipe)       | - 6 echipe de pe locul 2 de la asociațiile de pe locurile 10–15 | |
| Turul III                     | Campioni (12 echipe)          | - 2 campioni de la asociațiile de pe locurile 13–14 | - 10 câștigători din Turul II din faza pentru campioni                                                          |
| Turul III                     | Non-campioni (8 echipe)       | - 3 echipe de pe locul 2 de la asociațiile de pe locurile 7–9 - 2 echipe de pe locul 3 de la asociațiile de pe locurile 5-6 | - 3 câștigători din Turul II din faza pentru non-campioni                                                       |
| Play-off                      | Campioni (8 echipe)           | - 2 campioni de la asociațiile de pe locurile 11–12 | - 6 câștigători din Turul III din faza pentru campioni                                                          |
| Play-off                      | Non-campioni (4 echipe)       | | - 4 câștigători din Turul III din faza pentru non-campioni                                                      |
| Faza grupelor (32 echipe)     | Faza grupelor (32 echipe)     | - 10 campioni de la asociațiile de pe locurile 1–10 - 6 echipe de pe locul 2 de la asociațiile de pe locurile 1–6 - 4 echipe de pe locul 3 de la asociațiile de pe locurile 1–4 - 4 echipe de pe locul 4 de la asociațiile de pe locurile 1–4 - campioana Ligii Campionilor din sezonul trecut ^1 - campioana UEFA Europa League din sezonul trecut ^2 | - 4 câștigători din play-off din faza pentru campioni - 2 câștigători din play-off din faza pentru non-campioni |
| Faza eliminatorie (16 echipe) | Faza eliminatorie (16 echipe) | | - 8 echipe care s-au clasat pe primul loc în grupe - 8 echipe care s-au clasat pe locul doi în grupe            |

Note
- ^1 - Dacă echipa câștigătoare a Ligii Campionilor din sezonul trecut se califică pentru faza grupelor prin intermediul ligii interne, echipa de pe locul 4 din acea ligă intră în faza grupelor UEFA Europa League, doar dacă nu a fost câștigătoare a UEFA Europa League.
- ^2 - Dacă echipa câștigătoare a UEFA Europa League din sezonul trecut se califică pentru faza grupelor prin intermediul ligii interne, echipa de pe locul 3 de la asociația clasată a cincea intră în faza grupelor.

|                                         |                                         | Echipe care intră în această rundă | Echipele care avansează din runda precedentă                                                                        |
| --------------------------------------- | --------------------------------------- | --- | --- |
| Primul tur de calificare (32 de echipe) | Primul tur de calificare (32 de echipe) | - 32 de campioane din asociațiile 23–55 (cu excepția Liechtensteinului) | |
| Al doilea tur de calificare             | Ruta Campioanelor (24 de echipe)        | - 8 campioane din asociațiile 15–22 | - 16 câștigătoare din primul tur de calificare                                                                      |
| Al doilea tur de calificare             | Ruta Non-campioanelor (6 echipe)        | - 6 echipe de pe locul 2 din asociațiile 10–15 | |
| Al treilea tur de calificare            | Ruta Campioanelor (12 echipe)           | | - 12 câștigătoare din al doilea tur de calificare (Ruta Campioanelor)                                               |
| Al treilea tur de calificare            | Ruta Non-campioanelor (8 echipe)        | - 3 echipe de pe locul 2 din asociațiile 7–9 - o echipă de pe locul 3 din asociația 6 - 1 echipă de pe locul 4 din asociația 5 | - 3 câștigătoare din al doilea tur de calificare (Ruta Non-campioanelor)                                            |
| Runda play-off                          | Ruta Campioanelor (10 echipe)           | - 4 campioane din asociațiile 11–14 | - 6 câștigătoare din al treilea tur de calificare (Ruta Campioanelor)                                               |
| Runda play-off                          | Ruta Non-campioanelor (4 echipe)        | | - 4 câștigătoare din al treilea tur de calificare (Ruta Non-campioanelor)                                           |
| Faza ligii (36 echipe)                  | Faza ligii (36 echipe)                  | - campioana Ligii Campionilor din sezonul anterior - campioana UEFA Europa League din sezonul anterior - 10 campioane din asociațiile 1–10 - 6 echipe de pe locul 2 din asociațiile 1–6 - 5 echipe de pe locul 3 din asociațiile 1–5 - 4 echipe de pe locul 4 din asociațiile 1–4 - 2 echipe din asociațiile cu cel mai mare coeficient într-un an | - 5 câștigătoare din runda play-off (Ruta Campioanelor) - 2 câștigătoare din runda play-off (Ruta Non-campioanelor) |
| Play-off eliminatoriu (16 echipe)       | Play-off eliminatoriu (16 echipe)       | | - 16 echipe de pe locurile 9-24 din faza ligii                                                                      |
| Faza eliminatorie (16 echipe)           | Faza eliminatorie (16 echipe)           | | - 8 echipe de pe locurile 1-8 din faza ligii - 8 câștigătoare din play-off-ul eliminatoriu                          |

## Performanțe ale echipelor românești
Steaua București a fost prima echipă din estul Europei care a reușit să câștige Cupa Campionilor Europeni în 1986, impunându-se cu 2-0, după executarea loviturilor de departajare, în fața echipei FC Barcelona. Cu acea ocazie, portarul Stelei, Helmuth Duckadam, a intrat în cartea recordurilor, reușind să apere patru penalty-uri consecutiv. În anul 1989, Steaua a ajuns din nou în finală, dar a pierdut cu 4-0 în fața lui AC Milan. Tot Steaua a mai reușit o calificare în semifinale, în 1988, fiind atunci eliminatǎ de Benfica Lisabona (0-0 acasǎ și 0-2 în Portugalia).
Alte performanțe notabile au fost obținute de Dinamo București, ajunsă în semifinale în 1984 (0-1 în deplasare și 1-2 acasă cu Liverpool FC) și de Universitatea Craiova, care a fost prima echipă românească calificată în sferturile de finală ale competiției, în anul 1981 (0-2 acasă și 1-1 în deplasare cu Bayern München).
De la reorganizarea competiției în formatul Ligii Campionilor, reușitele echipelor românești au fost mai modeste; singura echipă care s-a calificat în faza grupelor până în 2008 a fost Steaua, cu șase participări, iar apoi CFR Cluj, Unirea Urziceni și Oțelul Galați. Dintre toate cele 4 niciuna nu a trecut în fazele superioare, dar FCSB, Unirea Urziceni și CFR Cluj au reușit totuși să ajungă în Cupa UEFA (respectiv Europa League) de pe locul 3 al grupelor din care au făcut parte.
În acest moment, echipa care deține recordul de cele mai multe puncte acumulate în grupe este CFR Cluj, reușind să obțină 10 puncte în sezonul 2012-2013, terminând la egalitate cu Galatasaray SK, însă formația turcă a terminat pe 2 beneficiind de rezultatele jocurilor directe.

### Clasamentul echipelor românești în UCL
| Echipa                | Meciuri | Victorii | Egaluri | Înfrângeri |
| --------------------- | ------- | -------- | ------- | ---------- |
| FCSB                  | 145     | 55       | 41      | 50         |
| Dinamo București      | 66      | 23       | 11      | 32         |
| CFR Cluj              | 42      | 16       | 9       | 17         |
| Universitatea Craiova | 12      | 4        | 2       | 6          |
| Argeș Pitești         | 8       | 4        | 0       | 4          |
| Unirea Urziceni       | 8       | 2        | 3       | 3          |
| Petrolul Ploiești     | 8       | 2        | 1       | 5          |
| Rapid București       | 8       | 1        | 3       | 4          |
| FCV Farul Constanța   | 3       | 2        | 0       | 1          |
| Poli Timișoara        | 4       | 0        | 3       | 1          |
| UTA Arad              | 6       | 0        | 2       | 4          |
| Astra Giurgiu         | 2       | 0        | 1       | 1          |
| Oțelul Galați         | 6       | 0        | 2       | 6          |
| FC Vaslui             | 4       | 0        | 0       | 2          |

Actualizat la 12 ianuarie 2025.

## Câștigătoarele

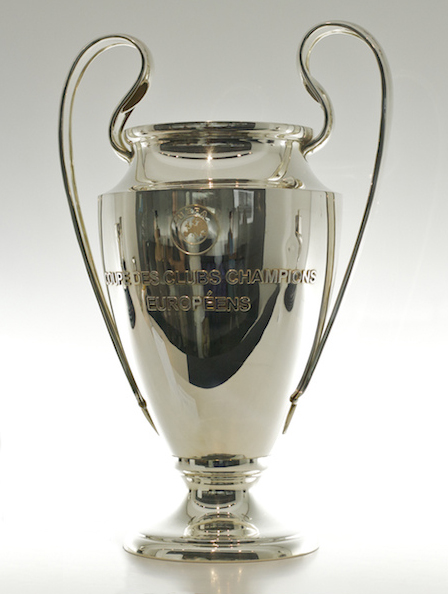
Trofeul Ligii Campionilor

Real Madrid CF a câștigat această competiție de 15 ori. Următoarele clasate sunt: A.C. Milan (7 titluri), Bayern München și Liverpool F.C. (ambele câte 6 trofee câștigate), F.C. Barcelona (5 titluri) și Ajax Amsterdam cu 4 trofee câștigate.
Cluburile câștigătoare primesc trofeul la ceremonia de premiere, dar trebuie să-l returneze la sediul central UEFA cu două luni înainte de finala sezonului următor. Apoi, UEFA oferă câștigătorilor o replică la scară mai mică a trofeului pentru a-l păstra permanent. Regulile actuale ale competiției subliniază că trofeul va fi acordat permanent echipei care câștigă competiția trei ani consecutiv sau de cinci ori în total.
Șase echipe au primit acest trofeu permanent:
- Real Madrid, care a câștigat primele cinci sezoane din 1956 până în 1960.
- Ajax Amsterdam, care a câștigat consecutiv între anii 1971–1973.
- Bayern München, câștigătoare a următoarelor trei sezoane, între 1974–1976.
- AC Milan, care a câștigat pentru a cincea oară în 1994.
- FC Liverpool, a cărui victorie din 2005 a fost a cincea per total.
- FC Barcelona, a cărei victorie din 2015 a fost a cincea.

După ce Liverpool a înregistrat cel de-al cincilea său succes, un nou trofeu a fost creat pentru sezonul 2005–2006.
| Club Sportiv        | Campioni | Anii în care au câștigat                                                                 | Finaliști | Anii în care au pierdut                  |      |
| Spania              |          |                                                                                          |           |                                          |      |
| ------------------- | -------- | ---------------------------------------------------------------------------------------- | --------- | ---------------------------------------- | ---- |
| Real Madrid         | 15       | 1956, 1957, 1958, 1959, 1960, 1966, 1998, 2000, 2002, 2014, 2016, 2017, 2018, 2022, 2024 | 3         | 1962, 1964, 1981                         |      |
| Barcelona           | 5        | 1992, 2006, 2009, 2011, 2015                                                             | 3         | 1961, 1986, 1994                         |      |
| Atlético Madrid     | -        |                                                                                          | 3         | 1974, 2014, 2016                         |      |
| Valencia            | -        |                                                                                          | 2         | 2000, 2001                               |      |
| Italia              |          |                                                                                          |           |                                          |      |
| Milan               | 7        | 1963, 1969, 1989, 1990, 1994, 2003, 2007                                                 | 4         | 1958, 1993, 1995, 2005                   |      |
| Inter Milano        | 3        | 1964, 1965, 2010                                                                         | 4         | 1967, 1972, 2023 2025                    |      |
| Juventus            | 2        | 1985, 1996                                                                               | 7         | 1973, 1983, 1997, 1998, 2003, 2015, 2017 |      |
| Fiorentina          | -        |                                                                                          | 1         | 1957                                     |      |
| Roma                | -        |                                                                                          | 1         | 1984                                     |      |
| Sampdoria           | -        |                                                                                          | 1         | 1992                                     |      |
| Germania            |          |                                                                                          |           |                                          |      |
| Bayern              | 6        | 1974, 1975, 1976, 2001, 2013, 2020                                                       | 5         | 1982, 1987, 1999, 2010, 2012             |      |
| Dortmund            | 1        | 1997                                                                                     | 2         | 2013, 2024                               |      |
| Hamburg             | 1        | 1983                                                                                     | 1         | 1980                                     |      |
| Eintracht Frankfurt | -        |                                                                                          | 1         | 1960                                     |      |
| M'gladbach          | -        |                                                                                          | 1         | 1977                                     |      |
| Leverkusen          | -        |                                                                                          | 1         | 2002                                     |      |
| Anglia              |          |                                                                                          |           |                                          |      |
| Liverpool           | 6        | 1977, 1978, 1981, 1984, 2005, 2019                                                       | 4         | 1985, 2007, 2018, 2022                   |      |
| Manchester United   | 3        | 1968, 1999, 2008                                                                         | 2         | 2009, 2011                               |      |
| Chelsea             | 2        | 2012, 2021                                                                               | 1         | 2008                                     |      |
| Nottingham Forest   | 2        | 1979, 1980                                                                               | -         |                                          |      |
| Manchester City     | 1        | 2023                                                                                     | 1         | 2021                                     |      |
| Aston Villa         | 1        | 1982                                                                                     | -         |                                          |      |
| Leeds United        | -        |                                                                                          | 1         | 1975                                     |      |
| Arsenal             | -        |                                                                                          | 1         | 2006                                     |      |
| Tottenham           | -        |                                                                                          | 1         | 2019                                     |      |
| Olanda              |          |                                                                                          |           |                                          |      |
| Ajax                | 4        | 1971, 1972, 1973, 1995                                                                   | 2         | 1969, 1996                               |      |
| Feyenoord           | 1        | 1970                                                                                     | -         |                                          |      |
| PSV                 | 1        | 1988                                                                                     | -         |                                          |      |
| Portugalia          |          |                                                                                          |           |                                          |      |
| Benfica             | 2        | 1961, 1962                                                                               | 5         | 1963, 1965, 1968, 1988, 1990             |      |
| Porto               | 2        | 1987, 2004                                                                               | -         |                                          |      |
| Franța              |          |                                                                                          |           |                                          |      |
| Marseille           | 1        | 1993                                                                                     | 1         | 1991                                     |      |
| Reims               | -        |                                                                                          | 2         | 1956, 1959                               |      |
| Saint-Étienne       | -        |                                                                                          | 1         | 1976                                     |      |
| Monaco              | -        |                                                                                          | 1         | 2004                                     |      |
| PSG                 | 1        | 2025                                                                                     | 3         | 1                                        | 2020 |
| Serbia              |          |                                                                                          |           |                                          |      |
| Steaua Roșie        | 1        | 1991                                                                                     | -         |                                          |      |
| Partizan            | -        |                                                                                          | 1         | 1966                                     |      |
| Scoția              |          |                                                                                          |           |                                          |      |
| Celtic              | 1        | 1967                                                                                     | 1         | 1970                                     |      |
| România             |          |                                                                                          |           |                                          |      |
| Steaua București    | 1        | 1986                                                                                     | 1         | 1989                                     |      |
| Grecia              |          |                                                                                          |           |                                          |      |
| Panathinaikos       | -        |                                                                                          | 1         | 1971                                     |      |
| Belgia              |          |                                                                                          |           |                                          |      |
| Club Brugge         | -        |                                                                                          | 1         | 1978                                     |      |
| Suedia              |          |                                                                                          |           |                                          |      |
| Malmö               | -        |                                                                                          | 1         | 1979                                     |      |

### Câștigătoarele pe națiuni
- Spania 20 - Real Madrid CF (15), FC Barcelona (5)
- Anglia 15 - FC Liverpool (6), Manchester United FC (3), Chelsea FC (2), Nottingham Forest (2), Aston Villa (1), Manchester City (1)
- Italia 12 - AC Milan (7), Inter Milano (3), Juventus Torino (2)
- Germania 8 - Bayern München (6), Borussia Dortmund (1), Hamburger SV (1)
- Olanda 6 - Ajax Amsterdam (4), Feyenoord Rotterdam (1), PSV Eindhoven (1)
- Portugalia 4 - SL Benfica (2), FC Porto (2)
- Franța 2 - Olympique de Marseille (1), Paris Saint-Germain (1)
- Serbia 1 - Steaua Roșie Belgrad (1)
- România 1 -Steaua București (1)
- Scoția 1 - Celtic FC (1)

## Gazde
Tabel cu țările care au găzduit una sau mai multe finale de UEFA Champions League.
| Națiune       | Finale | Anii                                                 |
| ------------- | ------ | ---------------------------------------------------- |
| Anglia        | 10     | 1963, 1968, 1971, 1978, 1992, 2003, 2011, 2013, 2024 |
| Germania      | 9      | 1959, 1979, 1988, 1993, 1997, 2004, 2012, 2015 2025  |
| Italia        | 9      | 1965, 1970, 1977, 1984, 1991, 1996, 2001, 2009, 2016 |
| Spania        | 8      | 1957, 1969, 1980, 1986, 1989, 1999, 2010, 2019       |
| Franța        | 5      | 1956, 1975, 1981, 2000, 2006, 2022                   |
| Belgia        | 4      | 1958, 1966, 1974, 1985                               |
| Țările de Jos | 4      | 1962, 1972, 1982, 1998                               |
| Austria       | 4      | 1964, 1987, 1990, 1995                               |
| Portugalia    |        | 1967, 2014, 2020, 2021                               |
| Scoția        | 3      | 1960, 1976, 2002                                     |
| Grecia        | 3      | 1983, 1994, 2007                                     |
| Turcia        | 2      | 2005, 2023                                           |
| Rusia         | 2      | 2008, 2017                                           |
| Elveția       | 1      | 1961                                                 |
| Serbia        | 1      | 1973                                                 |
| Ucraina       | 1      | 2018                                                 |

## Finale
| Liga Campionilor 2024-25   |                |                   |
| Finala                     |                |                   |
| Paris Saint-Germain        | 5 - 0          | Inter Milano      |
| Liga Campionilor 2023-24   |                |                   |
| Finala                     |                |                   |
| Borussia Dortmund          | 0 - 2          | Real Madrid       |
| Liga Campionilor 2022-23   |                |                   |
| Finala                     |                |                   |
| Inter Milano               | 0 - 1          | Manchester City   |
| Liga Campionilor 2021-22   |                |                   |
| Finala                     |                |                   |
| Liverpool                  | 0 - 1          | Real Madrid       |
| Liga Campionilor 2020-21   |                |                   |
| Finala                     |                |                   |
| Manchester City            | 0 - 1          | Chelsea           |
| Liga Campionilor 2019-20   |                |                   |
| Finala                     |                |                   |
| Paris Saint-Germain        | 0 - 1          | Bayern München    |
| Liga Campionilor 2018-19   |                |                   |
| Finala                     |                |                   |
| Tottenham                  | 0 - 2          | Liverpool         |
| Liga Campionilor 2017-18   |                |                   |
| Finala                     |                |                   |
| Real Madrid                | 3 - 1          | Liverpool         |
| Liga Campionilor 2016-17   |                |                   |
| Finala                     |                |                   |
| Juventus                   | 1 - 4          | Real Madrid       |
| Liga Campionilor 2015-16   |                |                   |
| Finala                     |                |                   |
| Real Madrid                | 1 - 1 5-3 pen. | Atlético Madrid   |
| Liga Campionilor 2014-15   |                |                   |
| Finala                     |                |                   |
| Juventus                   | 1 - 3          | Barcelona         |
| Liga Campionilor 2013-14   |                |                   |
| Finala                     |                |                   |
| Real Madrid                | 4 - 1          | Atlético Madrid   |
| Liga Campionilor 2012-13   |                |                   |
| Finala                     |                |                   |
| Borussia Dortmund          | 1 - 2          | Bayern München    |
| Liga Campionilor 2011-12   |                |                   |
| Finala                     |                |                   |
| Bayern München             | 1 - 1 3-4 pen. | Chelsea           |
| Liga Campionilor 2010-11   |                |                   |
| Finala                     |                |                   |
| Barcelona                  | 3 - 1          | Manchester United |
| Liga Campionilor 2009-10   |                |                   |
| Finala                     |                |                   |
| Bayern München             | 0 - 2          | Inter Milano      |
| Liga Campionilor 2008-09   |                |                   |
| Finala                     |                |                   |
| Barcelona                  | 2 - 0          | Manchester United |
| Liga Campionilor 2007-08   |                |                   |
| Finala                     |                |                   |
| Chelsea                    | 1 - 1 5-6 pen. | Manchester United |
| Liga Campionilor 2006-07   |                |                   |
| Finala                     |                |                   |
| AC Milan                   | 2 - 1          | Liverpool         |
| Liga Campionilor 2005-06   |                |                   |
| Finala                     |                |                   |
| Barcelona                  | 2 - 1          | Arsenal           |
| Liga Campionilor 2004-05   |                |                   |
| Finala                     |                |                   |
| AC Milan                   | 3 - 3 2-3 pen. | Liverpool         |
| Liga Campionilor 2003-04   |                |                   |
| Finala                     |                |                   |
| AS Monaco                  | 0 - 3          | FC Porto          |
| Liga Campionilor 2002-03   |                |                   |
| Finala                     |                |                   |
| Juventus                   | 0 - 0 2-3 pen. | AC Milan          |
| Liga Campionilor 2001-02   |                |                   |
| Finala                     |                |                   |
| Bayer Leverkusen           | 1 - 2          | Real Madrid       |
| Liga Campionilor 2000-01   |                |                   |
| Finala                     |                |                   |
| Bayern München             | 1 - 1 5-4 pen. | Valencia          |
| Liga Campionilor 1999-00   |                |                   |
| Finala                     |                |                   |
| Real Madrid                | 3 - 0          | Valencia          |
| Liga Campionilor 1998-99   |                |                   |
| Finala                     |                |                   |
| Manchester United          | 2 - 1          | Bayern München    |
| Liga Campionilor 1997-98   |                |                   |
| Finala                     |                |                   |
| Juventus                   | 0 - 1          | Real Madrid       |
| Liga Campionilor 1996-97   |                |                   |
| Finala                     |                |                   |
| Borussia Dortmund          | 3 - 1          | Juventus          |
| Liga Campionilor 1995-96   |                |                   |
| Finala                     |                |                   |
| Ajax                       | 1 - 1 2-4 pen. | Juventus          |
| Liga Campionilor 1994-95   |                |                   |
| Finala                     |                |                   |
| Ajax                       | 1 - 0          | AC Milan          |
| Liga Campionilor 1993-1994 |                |                   |
| Finala                     |                |                   |
| AC Milan                   | 4 - 0          | Barcelona         |
| Liga Campionilor 1992-93   |                |                   |
| Finala                     |                |                   |
| Olympique de Marseille     | 1 - 0          | AC Milan          |

| Cupa Campionilor Europeni 1955-56 |                |                        |
| Finala                            |                |                        |
| Real Madrid                       | 4 - 3          | Stade de Reims         |
| Cupa Campionilor Europeni 1956-57 |                |                        |
| Finala                            |                |                        |
| Real Madrid                       | 2 - 0          | Fiorentina             |
| Cupa Campionilor Europeni 1957-58 |                |                        |
| Finala                            |                |                        |
| Real Madrid                       | 3 - 2          | AC Milan               |
| Cupa Campionilor Europeni 1958-59 |                |                        |
| Finala                            |                |                        |
| Real Madrid                       | 2 - 0          | Stade de Reims         |
| Cupa Campionilor Europeni 1959-60 |                |                        |
| Finala                            |                |                        |
| Real Madrid                       | 7 - 3          | Eintracht Frankfurt    |
| Cupa Campionilor Europeni 1960-61 |                |                        |
| Finala                            |                |                        |
| Benfica                           | 3 - 2          | Barcelona              |
| Cupa Campionilor Europeni 1961-62 |                |                        |
| Finala                            |                |                        |
| Benfica                           | 5 - 3          | Real Madrid            |
| Cupa Campionilor Europeni 1962-63 |                |                        |
| Finala                            |                |                        |
| AC Milan                          | 2 - 1          | Benfica                |
| Cupa Campionilor Europeni 1963-64 |                |                        |
| Finala                            |                |                        |
| Inter Milano                      | 3 - 1          | Real Madrid            |
| Cupa Campionilor Europeni 1964-65 |                |                        |
| Finala                            |                |                        |
| Inter Milano                      | 1 - 0          | Benfica                |
| Cupa Campionilor Europeni 1965-66 |                |                        |
| Finala                            |                |                        |
| Real Madrid                       | 2 - 1          | Partizan Belgrad       |
| Cupa Campionilor Europeni 1966-67 |                |                        |
| Finala                            |                |                        |
| Celtic                            | 2 - 1          | Inter Milano           |
| Cupa Campionilor Europeni 1967-68 |                |                        |
| Finala                            |                |                        |
| Manchester United                 | 4 - 1          | Benfica                |
| Cupa Campionilor Europeni 1968-69 |                |                        |
| Finala                            |                |                        |
| AC Milan                          | 4 - 1          | Ajax                   |
| Cupa Campionilor Europeni 1969-70 |                |                        |
| Finala                            |                |                        |
| Feyenoord                         | 2 - 1          | Celtic                 |
| Cupa Campionilor Europeni 1970-71 |                |                        |
| Finala                            |                |                        |
| Ajax                              | 2 - 0          | Panathinaikos          |
| Cupa Campionilor Europeni 1971-72 |                |                        |
| Finala                            |                |                        |
| Ajax                              | 2 - 0          | Inter Milano           |
| Cupa Campionilor Europeni 1972-73 |                |                        |
| Finala                            |                |                        |
| Ajax                              | 1 - 0          | Juventus               |
| Cupa Campionilor Europeni 1973-74 |                |                        |
| Finala                            |                |                        |
| Bayern München                    | 1 - 1 4-0 rej. | Atlético Madrid        |
| Cupa Campionilor Europeni 1974-75 |                |                        |
| Finala                            |                |                        |
| Bayern München                    | 2 - 1          | Leeds United           |
| Cupa Campionilor Europeni 1975-76 |                |                        |
| Finala                            |                |                        |
| Bayern München                    | 1 - 0          | AS Saint-Étienne       |
| Cupa Campionilor Europeni 1976-77 |                |                        |
| Finala                            |                |                        |
| Liverpool                         | 3 - 1          | Borussia M'gladbach    |
| Cupa Campionilor Europeni 1977-78 |                |                        |
| Finala                            |                |                        |
| Liverpool                         | 1 - 0          | Club Brugge            |
| Cupa Campionilor Europeni 1978-79 |                |                        |
| Finala                            |                |                        |
| Nottingham Forest                 | 1 - 0          | Malmö                  |
| Cupa Campionilor Europeni 1979-80 |                |                        |
| Finala                            |                |                        |
| Nottingham Forest                 | 1 - 0          | Hamburg                |
| Cupa Campionilor Europeni 1980-81 |                |                        |
| Finala                            |                |                        |
| Liverpool                         | 1 - 0          | Real Madrid            |
| Cupa Campionilor Europeni 1981-82 |                |                        |
| Finala                            |                |                        |
| Aston Villa                       | 1 - 0          | Bayern München         |
| Cupa Campionilor Europeni 1982-83 |                |                        |
| Finala                            |                |                        |
| Hamburg                           | 1 - 0          | Juventus               |
| Cupa Campionilor Europeni 1983-84 |                |                        |
| Finala                            |                |                        |
| Liverpool                         | 1 - 1 4-2 pen. | AS Roma                |
| Cupa Campionilor Europeni 1984-85 |                |                        |
| Finala                            |                |                        |
| Juventus                          | 1 - 0          | Liverpool              |
| Cupa Campionilor Europeni 1985-86 |                |                        |
| Finala                            |                |                        |
| FCSB                              | 0-0 2-0 pen.   | Barcelona              |
| Cupa Campionilor Europeni 1986-87 |                |                        |
| Finala                            |                |                        |
| Bayern München                    | 1 - 2          | FC Porto               |
| Cupa Campionilor Europeni 1987-88 |                |                        |
| Finala                            |                |                        |
| PSV Eindhoven                     | 0 - 0 6-5 pen. | Benfica                |
| Cupa Campionilor Europeni 1988-89 |                |                        |
| Finala                            |                |                        |
| FCSB                              | 0 - 4          | AC Milan               |
| Cupa Campionilor Europeni 1989-90 |                |                        |
| Finala                            |                |                        |
| AC Milan                          | 1 - 0          | Benfica                |
| Cupa Campionilor Europeni 1990-91 |                |                        |
| Finala                            |                |                        |
| Steaua Roșie Belgrad              | 0 - 0 5-3 pen. | Olympique de Marseille |
| Cupa Campionilor Europeni 1991-92 |                |                        |
| Finala                            |                |                        |
| Barcelona                         | 1 - 0          | Sampdoria              |

### Consecutiv
| Națiune       | Club Sportiv      | Consecutiv                                 | Consecutiv           | Consecutiv                       |
| Națiune       | Club Sportiv      | 2 Finale                                   | 3 Finale             | 5 Finale                         |
| ------------- | ----------------- | ------------------------------------------ | -------------------- | -------------------------------- |
| Spania        | Real Madrid       | –                                          | 1 (2016, 2017, 2018) | 1 (1956, 1957, 1958, 1959, 1960) |
| Țările de Jos | Ajax              | 1 (1995, 1996)                             | 1 (1971, 1972, 1973) |                                  |
| Germania      | Bayern München    | 1 (2012, 2013)                             | 1 (1974, 1975, 1976) |                                  |
| Italia        | AC Milan          | 1 (1989, 1990)                             | 1 (1993, 1994, 1995) |                                  |
| Italia        | Juventus          | –                                          | 1 (1996, 1997, 1998) |                                  |
| Portugalia    | Benfica           | –                                          | 1 (1961, 1962, 1963) |                                  |
| Anglia        | Liverpool         | 3 (1977, 1978), (1984, 1985), (2018, 2019) | –                    |                                  |
| Italia        | Inter Milano      | 1 (1964, 1965)                             | –                    |                                  |
| Anglia        | Nottingham Forest | 1 (1979, 1980)                             | –                    |                                  |
| Anglia        | Manchester United | 1 (2008, 2009)                             | –                    |                                  |
| Spania        | Valencia          | 1 (2000, 2001)                             | –                    |                                  |

Steaua București(FCSB) 2(1986,1989)

### Din aceiași țară
| Țara     | Finale | Sezoane          |
| -------- | ------ | ---------------- |
| Spania   | 3      | 2000, 2014, 2016 |
| Anglia   | 3      | 2008, 2019, 2021 |
| Italia   | 1      | 2003             |
| Germania | 1      | 2013             |

### Încercări
De-a lungul competiției, nu toate echipele de top din Europa au reușit să câștige trofeul la prima lor finală. A fost nevoie de mai multe încercări pentru a-și trece în palmares primul titlu de campioană UEFA Champions League.
| Real Madrid - 1956      | Benfica - 1961 | Inter Milano - 1964 | Celtic - 1967            | Manchester United - 1968 |
| Feyenoord - 1970        | Bayern - 1974  | Liverpool - 1977    | Nottingham Forest - 1979 | Aston Villa - 1982       |
| Steaua București - 1986 | Porto - 1987   | PSV 1988            | Steaua Roșie - 1991      | Dortmund - 1997          |

| Milan - 1963           | Ajax - 1971 | Hamburg - 1983 | Marseille - 1993 | Chelsea - 2012 |
| Manchester City - 2023 | PSG - 2025  |                |                  |                |

| Juventus - 1985 | Barcelona - 1992 |

## Semifinale
| Națiune | Club Sportiv | Apariții | Prima oară | Ultima oară |
| ------- | ------------ | -------- | ---------- | ----------- |

| Națiune | Club Sportiv | Apariții | Prima oară | Ultima oară |
| ------- | ------------ | -------- | ---------- | ----------- |

| Spania     | Real Madrid         | 33 | 1956 | 2024 |
| Spania     | Barcelona           | 17 | 1960 | 2019 |
| Anglia     | Manchester United   | 12 | 1957 | 2011 |
| Italia     | Juventus            | 12 | 1968 | 2017 |
| Portugalia | Benfica             | 8  | 1961 | 1990 |
| Anglia     | Chelsea             | 8  | 2004 | 2021 |
| Serbia     | Steaua Roșie        | 4  | 1957 | 1992 |
| Scoția     | Celtic              | 4  | 1967 | 1974 |
| Franța     | PSG                 | 4  | 1995 | 2024 |
| Germania   | Hamburg             | 3  | 1961 | 1983 |
| Grecia     | Panathinaikos       | 3  | 1971 | 1996 |
| Ucraina    | Dinamo Kiev         | 3  | 1977 | 1999 |
| Portugalia | Porto               | 3  | 1987 | 2004 |
| Franța     | Reims               | 2  | 1956 | 1959 |
| Anglia     | Tottenham           | 2  | 1962 | 2019 |
| Elveția    | Zürich              | 2  | 1964 | 1977 |
| Franța     | Saint-Étienne       | 2  | 1975 | 1976 |
| Anglia     | Nottingham Forest   | 2  | 1979 | 1980 |
| Italia     | Roma                | 2  | 1984 | 2018 |
| Spania     | Valencia            | 2  | 2000 | 2001 |
| Spania     | Villarreal          | 2  | 2006 | 2022 |
| Scoția     | Hibernian           | 1  | 1956 | -    |
| Ungaria    | Vasas               | 1  | 1958 | -    |
| Germania   | Eintracht Frankfurt | 1  | 1960 | -    |
| Belgia     | Standard Liège      | 1  | 1962 | -    |
| Ungaria    | Győr                | 1  | 1965 | -    |
| Cehia      | Dukla Praga         | 1  | 1967 | -    |
| Polonia    | Legia Varșovia      | 1  | 1970 | -    |
| Ungaria    | Újpest              | 1  | 1974 | -    |
| Austria    | Austria Viena       | 1  | 1979 | -    |
| Suedia     | Malmö               | 1  | 1979 | -    |
| Spania     | Real Sociedad       | 1  | 1983 | -    |
| România    | Dinamo București    | 1  | 1984 | -    |
| Franța     | Bordeaux            | 1  | 1985 | -    |
| Rusia      | Spartak Mos.        | 1  | 1991 | -    |
| Italia     | Sampdoria           | 1  | 1992 | -    |
| Germania   | Leverkusen          | 1  | 2002 | -    |
| Germania   | Schalke 04          | 1  | 2011 | -    |

| Germania      | Bayern          | 21 | 1974 | 2024 |
| Italia        | Milan           | 14 | 1956 | 2023 |
| Anglia        | Liverpool       | 12 | 1965 | 2022 |
| Italia        | Inter Milano    | 9  | 1964 | 2023 |
| Țările de Jos | Ajax            | 9  | 1969 | 2019 |
| Spania        | Atlético Madrid | 6  | 1959 | 2017 |
| Germania      | Dortmund        | 5  | 1964 | 2024 |
| Franța        | Monaco          | 4  | 1994 | 2017 |
| Anglia        | Manchester City | 4  | 2016 | 2023 |
| Anglia        | Leeds United    | 3  | 1970 | 2001 |
| Țările de Jos | PSV             | 3  | 1976 | 2005 |
| România       | FCSB            | 3  | 1986 | 1989 |
| Franța        | Marseille       | 3  | 1990 | 1993 |
| Scoția        | Rangers         | 2  | 1960 | 1993 |
| Țările de Jos | Feyenoord       | 2  | 1963 | 1970 |
| Bulgaria      | ȚSKA Sofia      | 2  | 1967 | 1982 |
| Germania      | M'gladbach      | 2  | 1977 | 1978 |
| Belgia        | Anderlecht      | 2  | 1982 | 1986 |
| Suedia        | Göteborg        | 2  | 1986 | 1993 |
| Anglia        | Arsenal         | 2  | 2006 | 2009 |
| Franța        | Lyon            | 2  | 2010 | 2020 |
| Italia        | Fiorentina      | 1  | 1957 | -    |
| Elveția       | Young Boys      | 1  | 1959 | -    |
| Austria       | Rapid Viena     | 1  | 1961 | -    |
| Scoția        | Dundee FC       | 1  | 1963 | -    |
| Serbia        | Partizan        | 1  | 1966 | -    |
| Slovacia      | Spartak Trnava  | 1  | 1969 | -    |
| Anglia        | Derby           | 1  | 1973 | -    |
| Belgia        | Club Brugge     | 1  | 1978 | -    |
| Germania      | Köln            | 1  | 1979 | -    |
| Anglia        | Aston Villa     | 1  | 1982 | -    |
| Polonia       | Widzew Łódź     | 1  | 1983 | -    |
| Scoția        | Dundee United   | 1  | 1984 | -    |
| Turcia        | Galatasaray     | 1  | 1989 | -    |
| Cehia         | Sparta Praga    | 1  | 1992 | -    |
| Franța        | Nantes          | 1  | 1996 | -    |
| Spania        | La Coruña       | 1  | 2004 | -    |
| Germania      | RB Leipzig      | 1  | 2020 | -    |

## Sferturi de finală
Tabelul de mai jos prezintă cluburile cotate cu șanse mici de a prinde un sfert de finală în noul format de LIGA CAMPIONILOR.
| Club Sportiv        | Apariții | Sezoane                                  |
| ------------------- | -------- | ---------------------------------------- |
| FC Porto            | 7        | 1991, 1997, 2000, 2009, 2015, 2019, 2021 |
| Sporting Lisabona   | 1        | 1983                                     |
| Dukla Praga         | 3        | 1962, 1963, 1964                         |
| Sparta Praga        | 3        | 1966, 1968, 1985                         |
| Hradec Králové      | 1        | 1961                                     |
| Baník Ostrava       | 1        | 1981                                     |
| Dynamo Dresda       | 3        | 1977, 1979, 1991                         |
| Schalke 04          | 2        | 1959, 2008                               |
| BFC Dynamo          | 2        | 1980, 1984                               |
| Aue                 | 1        | 1959                                     |
| Nürnberg            | 1        | 1962                                     |
| Köln                | 1        | 1965                                     |
| Braunschweig        | 1        | 1968                                     |
| Vorwärts Berlin     | 1        | 1970                                     |
| Carl Zeiss Jena     | 1        | 1971                                     |
| Borussia M'gladbach | 1        | 1976                                     |
| Werder Bremen       | 1        | 1989                                     |
| Bayer Leverkusen    | 1        | 1998                                     |
| Kaiserslautern      | 1        | 1999                                     |
| Wolfsburg           | 1        | 2016                                     |
| Lyon                | 3        | 2004, 2005, 2006                         |
| Nice                | 2        | 1957, 1960                               |
| Bordeaux            | 2        | 1988, 2010                               |
| AS Monaco           | 2        | 1989, 2015                               |
| Reims               | 1        | 1963                                     |
| AS Saint-Étienne    | 1        | 1977                                     |
| Strasbourg          | 1        | 1980                                     |
| Auxerre             | 1        | 1997                                     |
| Marseille           | 1        | 2012                                     |
| Rapid Viena         | 3        | 1956, 1969, 1984                         |
| Wiener Sport-Club   | 2        | 1959, 1960                               |
| Wacker              | 1        | 1978                                     |
| Austria Viena       | 1        | 1985                                     |
| Hajduk Split        | 3        | 1976, 1980, 1995                         |

| Club Sportiv         | Apariții | Sezoane                      |
| -------------------- | -------- | ---------------------------- |
| Anderlecht           | 5        | 1963, 1966, 1975, 1987, 1988 |
| Standard Liège       | 3        | 1959, 1970, 1972             |
| Club Brugge          | 1        | 1977                         |
| Mechelen             | 1        | 1990                         |
| Steaua Roșie Belgrad | 5        | 1958, 1974, 1981, 1982, 1987 |
| Partizan Belgrad     | 2        | 1956, 1964                   |
| Vojvodina            | 1        | 1967                         |
| Dinamo Kiev          | 5        | 1973, 1976, 1982, 1983, 1998 |
| FC Dnipro            | 2        | 1985, 1990                   |
| Șahtior Donețk       | 1        | 2011                         |
| IFK Göteborg         | 3        | 1985, 1989, 1995             |
| Djurgårdens IF       | 1        | 1956                         |
| Malmö FF             | 1        | 1961                         |
| Åtvidabergs FF       | 1        | 1975                         |
| Sevilla              | 2        | 1958, 2018                   |
| Deportivo La Coruña  | 2        | 2001, 2002                   |
| Valencia             | 2        | 2003, 2007                   |
| Bilbao               | 1        | 1957                         |
| Villarreal           | 1        | 2009                         |
| Málaga               | 1        | 2013                         |
| AS Roma              | 2        | 2007, 2008                   |
| Fiorentina           | 1        | 1970                         |
| Lazio                | 1        | 2000                         |
| Atalanta             | 1        | 2020                         |
| Legia Varșovia       | 2        | 1971, 1996                   |
| Górnik Zabrze        | 1        | 1968                         |
| Ruch Chorzów         | 1        | 1975                         |
| Wisła Cracovia       | 1        | 1979                         |
| Újpest               | 2        | 1972, 1973                   |
| MTK Budapesta        | 1        | 1956                         |
| Ferencváros          | 1        | 1966                         |
| Vasas                | 1        | 1968                         |
| Grasshopper          | 2        | 1957, 1979                   |
| FC Basel             | 1        | 1974                         |

| Club Sportiv          | Apariții | Sezoane                |
| --------------------- | -------- | ---------------------- |
| Rangers               | 4        | 1962, 1965, 1979, 1988 |
| Celtic                | 3        | 1969, 1971, 1980       |
| Aberdeen              | 1        | 1986                   |
| PSV Eindhoven         | 4        | 1964, 1989, 1990, 2007 |
| Sparta Rotterdam      | 1        | 1960                   |
| DWS                   | 1        | 1965                   |
| Feyenoord             | 1        | 1972                   |
| Galatasaray           | 4        | 1963, 1970, 2001, 2013 |
| Beșiktaș              | 1        | 1987                   |
| Fenerbahçe            | 1        | 2008                   |
| ȚSKA Sofia            | 4        | 1957, 1974, 1981, 1990 |
| Spartak Moscova       | 2        | 1981, 1996             |
| ȚSKA Moscova          | 1        | 2010                   |
| Spartak Trnava        | 2        | 1973, 1974             |
| Wolves                | 1        | 1960                   |
| Burnley               | 1        | 1961                   |
| Everton               | 1        | 1971                   |
| Aston Villa           | 1        | 1983                   |
| Tottenham             | 1        | 2011                   |
| Leicester City        | 1        | 2017                   |
| AEK Atena             | 1        | 1969                   |
| Olympiacos Pireu      | 1        | 1999                   |
| Panathinaikos         | 1        | 2002                   |
| Aarhus                | 1        | 1961                   |
| Brøndby IF            | 1        | 1987                   |
| Ararat Erevan         | 1        | 1975                   |
| Dinamo Minsk          | 1        | 1984                   |
| APOEL Nicosia         | 1        | 2012                   |
| FC Lahti              | 1        | 1986                   |
| Linfield              | 1        | 1967                   |
| Rosenborg             | 1        | 1997                   |
| Universitatea Craiova | 1        | 1982                   |

## Top marcatori din toate timpurile
Include tururile preliminare - actualizat la 6 mai 2025
| Poziție | Jucător             | Naționalitatea   | Goluri | Meciuri | Perioada       | Cluburi                                                                                                   |
| ------- | ------------------- | ---------------- | ------ | ------- | -------------- | --- |
| 1       | Cristiano Ronaldo   | Portugalia       | 141    | 187     | 2002 - 2022    | Manchester United , Real Madrid , Juventus Torino                                                         |
| 2       | Lionel Messi        | Argentina        | 129    | 163     | 2005 – 2023    | Barcelona, Paris Saint-Germain                                                                            |
| 3       | Robert Lewandowski  | Polonia          | 105    | 133     | 2011 – prezent | Borussia Dortmund , Bayern München, Barcelona                                                             |
| 4       | Karim Benzema       | Franța           | 90     | 152     | 2005 – 2023    | Lyon , Real Madrid                                                                                        |
| 5       | Raúl González       | Spania           | 71     | 144     | 1995 – 2011    | Real Madrid , Schalke 04                                                                                  |
| 6       | Ruud van Nistelrooy | Țările de Jos    | 60     | 81      | 1998 – 2009    | PSV Eindhoven , Manchester United , Real Madrid                                                           |
| 7       | Andriy Shevchenko   | Ucraina          | 59     | 116     | 1994 – 2012    | Dinamo Kiev , Milan , Chelsea                                                                             |
| 8       | Thomas Müller       | Germania         | 57     | 165     | 2009 – prezent | Bayern Munich                                                                                             |
| 9       | Kylian Mbappé       | Franța           | 55     | 87      | 2016 – prezent | Real Madrid                                                                                               |
| 10      | Thierry Henry       | Franța           | 51     | 115     | 1997 – 2012    | Monaco , Arsenal , Barcelona                                                                              |
| 11      | Mohamed Salah       | Egipt            | 51     | 98      | 2005 – prezent | FC Basel, Chelsea FC , Fiorentina , AS Roma, Liverpool                                                    |
| 12      | Filippo Inzaghi     | Italia           | 50     | 85      | 1997 – 2012    | Juventus , Milan                                                                                          |
| 13      | Zlatan Ibrahimović  | Suedia           | 49     | 127     | 2001 - 2023    | AFC Ajax , Juventus Torino , Inter Milano, Barcelona , AC Milan , Paris Saint-Germain , Manchester United |
| 14      | Alfredo Di Stéfano  | Argentina Spania | 49     | 58      | 1953 - 1964    | Real Madrid                                                                                               |
| 15      | Erling Haaland      | Norvegia         | 49     | 48      | 2019 – prezent | Red Bull Salzburg , Borussia Dortmund , Manchester City                                                   |
| 16      | Eusébio             | Portugalia       | 47     | 65      | 1961 – 1973    | Benfica                                                                                                   |
| 17      | Sergio Agüero       | Argentina        | 47     | 80      | 2007 – 2021    | Atlético Madrid, Manchester City, Barcelona                                                               |

- Referințe:[9][10][11][12][13]

## Cele mai multe apariții
Include tururile preliminare - actualizat la 9 mai 2025
| Rang | Jucător           | Țară         | Cluburi Sportive                                                                | Meciuri | Goluri | Trofee | Perioada       |
| ---- | ----------------- | ------------ | ------------------------------------------------------------------------------- | ------- | ------ | ------ | -------------- |
| 1    | Cristiano Ronaldo | Portugalia   | Sporting Lisabona (1), Manchester United (62), Real Madrid (101), Juventus (23) | 187     | 141    | 5      | 2002 - 2022    |
| 2    | Iker Casillas     | Spania       | Real Madrid (152), FC Porto (29)                                                | 181     | 0      | 3      | 1999 - 2019    |
| 3    | Thomas Müller     | Germania     | Bayern Munich (166)                                                             | 166     | 57     | 2      | 2009 – 2025    |
| 4    | Lionel Messi      | Argentina    | Barcelona (149), Paris Saint-Germain (14)                                       | 163     | 129    | 4      | 2005 – 2023    |
| 5    | Xavi              | Spania       | Barcelona (157)                                                                 | 157     | 12     | 4      | 1998 - 2015    |
| 6    | Toni Kroos        | Germania     | Bayern Munich (43), Real Madrid (110)                                           | 153     | 12     | 6      | 2008 – 2024    |
| 7    | Luka Modrić       | Croația      | GNK Dinamo Zagreb (10), Tottenham Hotspur (9), Real Madrid (134)                | 153     | 11     | 6      | 2010 – prezent |
| 8    | Manuel Neuer      | Germania     | Schalke 04 (22), Bayern Munich (130)                                            | 152     | 0      | 2      | 2007 – prezent |
| 9    | Karim Benzema     | Franța       | Lyon (19), Real Madrid (133)                                                    | 152     | 90     | 6      | 2005 – 2023    |
| 10   | Ryan Giggs        | Țara Galilor | Manchester United (151)                                                         | 151     | 30     | 2      | 1993 - 2014    |

- Referințe:[14][15][16]

### Câteva date interesante
- Francisco Gento este singurul jucător cu 6 trofee câștigate din 8 posibile.
- Clarence Seedorf este singurul jucător cu 4 trofee câștigate cu 3 echipe diferite (Ajax '95, Real '98, Milan '03, Milan '07).
- Patrice Evra deține recordul pentru cele mai multe finale pierdute, cu 4: în 2004 cu Monaco, în 2009 și 2011 cu Manchester United și în 2015 cu Juventus. A pierdut în fața Barcelonei în ultimele trei ocazii.
- Christian Eriksen este primul jucător care a pierdut două finale consecutive în două competiții diferite: Finala UEFA Champions League 2019 cu Tottenham Hotspur și Finala UEFA Europa League 2020 cu Inter Milano.
- Edwin van der Sar este singurul portar care a jucat în cinci finale ale Ligii Campionilor cu Ajax în 1995 și 1996 și Manchester United în 2008, 2009 și 2011.
- Lionel Messi deține recordul pentru cele mai multe goluri marcate în faza grupelor cu 68 . [17]
- Cristiano Ronaldo deține recordul pentru cele mai multe goluri marcate în faza eliminatorie cu 67 , deține și recordul pentru cele mai multe goluri din faza grupelor într-un singur sezon cu 11  reușite, de asemenea el și-a trecut în palmares și alte două recorduri pentru cele mai multe goluri marcate: pe teren propriu 69  și în deplasare 57 . [17]
- Bayern München este, de asemenea, primul și singurul club care a câștigat toate meciurile într-o campanie din Liga Campionilor, câștigând 11 din 11 în sezonul lor de succes 2019-20. [18]
- Milano este singurul oraș cu două reprezentante câștigătoare ale trofeului (Inter Milano și AC Milan)
- recordul de participări consecutive : Real Madrid cu 15 (între 55/56 și 69/70)
- 4 jucători au câștigat trofeul ca jucător, și apoi ca antrenor cu aceeași echipă : Miguel Muñoz (Real - ca jucător în 55/56 și 56/57, ca antrenor în 65/66), Carlo Ancelotti (AC Milan - ca jucător în 88/89 și 89/90, ca antrenor în 2002/03 și 2006/07), Pep Guardiola (FC Barcelona - ca jucător în 1991/92, ca antrenor 2008/09 și 2010/11) și Zinedine Zidane (Real Madrid - ca jucător în 2001/02, ca antrenor 2015/16, 2016/17 și 2017/18)
- Nottingham Forest FC este echipa cu mai multe Cupe ale Campionilor în palmares (2), decât titluri de campionat intern (1)
- cel mai rapid gol marcat :

1. Roy Makaay (Bayern) Bayern München - Real Madrid, în 10 secunde
2. David Alaba (Bayern) Bayern München - Juventus, în 20 de secunde

## Top 10 antrenori
Actualizat la 8 Mai 2025
| Rang | Nume                 | Țară          | Meciuri | Trofee | Cluburi Sportive | Retras din activitate          |
| ---- | -------------------- | ------------- | ------- | ------ | --- | ------------------------------ |
| 1    | Carlo Ancelotti      | Italia        | 224     | 3      | Parma (8), Juventus (10), AC Milan (77), Chelsea (18), PSG (10), Real Madrid (77), Bayern München (12), Napoli (12)  | 1997 – 2025 Brazilia – prezent |
| 2    | Alex Ferguson        | Scoția        | 209     | 2      | Aberdeen (8), Manchester United (201)                                                                                | 1980 – 2013                    |
| 3    | Arsène Wenger        | Franța        | 201     | 0      | AS Monaco (17), Arsenal (184)                                                                                        | 1988 – 2017                    |
| 4    | Pep Guardiola        | Spania        | 182     | 3      | Barcelona (51), Bayern München (36), Manchester City (95)                                                            | 2008 – prezent                 |
| 5    | José Mourinho        | Portugalia    | 149     | 2      | Porto (17), Chelsea (57), Inter Milano (21), Real Madrid (32), Manchester United (14), Tottenham (4), Fenerbahçe (4) | 2001 – prezent                 |
| 6    | Mircea Lucescu       | România       | 148     | 0      | Rapid București (2), Inter Milano (3), Galatasaray (32), Beșiktaș (6), Șahtior Donețk (88), Dinamo Kiev (17)         | 1998 – 2023 România – prezent  |
| 7    | Diego Simeone        | Argentina     | 115     | 0      | Atlético de Madrid (115)                                                                                             | 2013 – prezent                 |
| 8    | Rafael Benítez       | Spania        | 111     | 1      | Valencia (14), Liverpool (76), Inter Milano (6), Chelsea (1), Napoli (8), Real Madrid (6)                            | 2001 – prezent                 |
| 9    | Jürgen Klopp         | Germania      | 102     | 1      | Borussia Dortmund (35),Liverpool (67)                                                                                | 2011 – prezent                 |
| 10   | Massimiliano Allegri | Italia        | 102     | 0      | AC Milan (34), Juventus (68)                                                                                         | 2010 – prezent                 |
| 11   | Ottmar Hitzfeld      | Germania      | 101     | 2      | Grasshopper Zürich (2), Borussia Dortmund (19), Bayern München (80)                                                  | 1990 – 2004                    |
| 12   | Louis van Gaal       | Țările de Jos | 101     | 1      | Ajax Amsterdam (32), Barcelona (40), Bayern München (21), Manchester United (8)                                      | 1991 – 2016                    |

## Top golgheteri pe ediții
Tabel cu primii trei golgheteri din fiecare sezon de UEFA Champions League. Statisticile exclud rundele de calificare și runda de play-off.

### După sezon
| Sezon | Țară             | Jucător             | Goluri | Țară     | Club Sportiv      | Trofeu |
| ----- | ---------------- | ------------------- | ------ | -------- | ----------------- | ------ |
| 2004  | Spania           | Fernando Morientes  | 9      | Franța   | Monaco            |        |
| 2004  | Croația          | Dado Pršo           | 7      | Franța   | Monaco            |        |
| 2004  | Țările de Jos    | Roy Makaay          | 6      | Germania | Bayern München    | –      |
| 2005  | Țările de Jos    | Ruud van Nistelrooy | 8      | Anglia   | Manchester United | –      |
| 2005  | Brazilia         | Adriano             | 7      | Italia   | Inter Milano      | –      |
| 2005  | Țările de Jos    | Roy Makaay          | 7      | Germania | Bayern München    | –      |
| 2006  | Ucraina          | Andrei Șevcenko     | 9      | Italia   | Milan             | –      |
| 2006  | Brazilia         | Ronaldinho          | 7      | Spania   | Barcelona         |        |
| 2006  | Camerun          | Samuel Eto'o        | 6      | Spania   | Barcelona         |        |
| 2007  | Brazilia         | Kaká                | 10     | Italia   | Milan             |        |
| 2007  | Anglia           | Peter Crouch        | 6      | Anglia   | Liverpool         |        |
| 2007  | Coasta de Fildeș | Didier Drogba       | 6      | Anglia   | Chelsea           | –      |
| 2008  | Portugalia       | Cristiano Ronaldo   | 8      | Anglia   | Manchester United |        |
| 2008  | Argentina        | Lionel Messi        | 6      | Spania   | Barcelona         | –      |
| 2008  | Spania           | Fernando Torres     | 6      | Anglia   | Liverpool         | –      |
| 2009  | Argentina        | Lionel Messi        | 9      | Spania   | Barcelona         |        |
| 2009  | Anglia           | Steven Gerrard      | 7      | Anglia   | Liverpool         | –      |
| 2009  | Germania         | Miroslav Klose      | 7      | Germania | Bayern München    | –      |
| 2010  | Argentina        | Lionel Messi        | 8      | Spania   | Barcelona         | –      |
| 2010  | Portugalia       | Cristiano Ronaldo   | 7      | Spania   | Real Madrid       | –      |
| 2010  | Croația          | Ivica Olić          | 7      | Germania | Bayern München    |        |
| 2011  | Argentina        | Lionel Messi        | 12     | Spania   | Barcelona         |        |
| 2011  | Germania         | Mario Gómez         | 8      | Germania | Bayern München    | –      |
| 2011  | Camerun          | Samuel Eto'o        | 8      | Italia   | Inter Milano      | –      |
| 2012  | Argentina        | Lionel Messi        | 14     | Spania   | Barcelona         | –      |
| 2012  | Germania         | Mario Gómez         | 12     | Germania | Bayern München    |        |
| 2012  | Portugalia       | Cristiano Ronaldo   | 10     | Spania   | Real Madrid       | –      |

| Sezon | Jucător            | Goluri | Club Sportiv                        | Trofeu |
| ----- | ------------------ | ------ | ----------------------------------- | ------ |
| 2013  | Cristiano Ronaldo  | 12     | Real Madrid                         | –      |
| 2013  | Robert Lewandowski | 10     | Borussia Dortmund                   |        |
| 2013  | Thomas Müller      | 8      | Bayern München                      |        |
| 2014  | Cristiano Ronaldo  | 17     | Real Madrid                         |        |
| 2014  | Zlatan Ibrahimović | 10     | Paris Saint-Germain                 | –      |
| 2014  | Diego Costa        | 8      | Atlético Madrid                     |        |
| 2015  | Neymar             | 10     | Barcelona                           |        |
| 2015  | Lionel Messi       | 10     | Barcelona                           |        |
| 2015  | Cristiano Ronaldo  | 10     | Real Madrid                         | –      |
| 2016  | Cristiano Ronaldo  | 16     | Real Madrid                         |        |
| 2016  | Robert Lewandowski | 9      | Bayern München                      | –      |
| 2016  | Luis Suárez        | 8      | Barcelona                           | –      |
| 2017  | Cristiano Ronaldo  | 12     | Real Madrid                         |        |
| 2017  | Lionel Messi       | 11     | Barcelona                           | –      |
| 2017  | Edinson Cavani     | 8      | Paris Saint-Germain                 | –      |
| 2018  | Cristiano Ronaldo  | 15     | Real Madrid                         |        |
| 2018  | Mohamed Salah      | 10     | Liverpool                           |        |
| 2018  | Sadio Mané         | 10     | Liverpool                           |        |
| 2018  | Roberto Firmino    | 10     | Liverpool                           |        |
| 2019  | Lionel Messi       | 12     | Barcelona                           | –      |
| 2019  | Robert Lewandowski | 8      | Bayern München                      | –      |
| 2019  | Sergio Agüero      | 6      | Manchester City                     | –      |
| 2020  | Robert Lewandowski | 15     | Bayern München                      |        |
| 2020  | Erling Haaland     | 10     | Red Bull Salzburg Borussia Dortmund | –      |
| 2020  | Serge Gnabry       | 9      | Bayern München                      |        |

Notițe

### După jucător
| Țară          | Jucător             | Golgheter | Sezoane                                                       |
| ------------- | ------------------- | --------- | ------------------------------------------------------------- |
| Portugalia    | Cristiano Ronaldo   | de 7 ori  | 2007–08, 2012–13, 2013–14, 2014–15, 2015–16, 2016–17, 2017–18 |
| Argentina     | Lionel Messi        | de 6 ori  | 2008–09, 2009–10, 2010–11, 2011–12, 2014–15, 2018–19          |
| Germania      | Gerd Müller         | de 4 ori  | 1972–73, 1973–74, 1974–75, 1976–77                            |
| Portugalia    | Eusébio             | de 3 ori  | 1964–65, 1965–66, 1967–68                                     |
| Franța        | Jean-Pierre Papin   | de 3 ori  | 1989–90, 1990–91, 1991–92                                     |
| Țările de Jos | Ruud van Nistelrooy | de 3 ori  | 2001–02, 2002–03, 2004–05                                     |
| Ungaria       | Ferenc Puskás       | de 2 ori  | 1959–60, 1963–64                                              |
| Suedia        | Torbjörn Nilsson    | de 2 ori  | 1984–85, 1985–86                                              |
| Spania        | Raúl González       | de 2 ori  | 1999–00, 2000–01                                              |
| Ucraina       | Andrei Shevchenko   | de 2 ori  | 1998–99, 2005–06                                              |

## Cele mai multe hat-trick-uri

### După club
| Portugalia | Cristiano Ronaldo  | 7 | Argentina | Lionel Messi  | 8 | Germania              | Mario Gómez        | 3 | Anglia        | Andrew Cole         | 2 | Anglia    | Alan Smith       | 1 | Italia     | Filippo Inzaghi      | 2 | Țările de Jos | Marco van Basten | 2 |
| Argentina  | Alfredo Di Stéfano | 2 | Ungaria   | Sándor Kocsis | 1 | Polonia               | Robert Lewandowski | 2 | Anglia        | Dennis Viollet      | 1 | Franța    | Thierry Henry    | 1 | Danemarca  | Michael Laudrup      | 1 | Brazilia      | José Altafini    | 1 |
| Ungaria    | Ferenc Puskás      | 2 | Spania    | Pichi Alonso  | 1 | Germania              | Gerd Müller        | 1 | Scoția        | Denis Law           | 1 | Danemarca | Nicklas Bendtner | 1 | Italia     | Alessandro Del Piero | 1 | Italia        | Marco Simone     | 1 |
| Franța     | Karim Benzema      | 2 | Brazilia  | Rivaldo       | 1 | Germania              | Reinhold Mathy     | 1 | Anglia        | Wayne Rooney        | 1 | Anglia    | Danny Welbeck    | 1 | Chile      | Arturo Vidal         | 1 | Italia        | Filippo Inzaghi  | 1 |
| Mexic      | Hugo Sánchez       | 1 | Brazilia  | Ronaldinho    | 1 | Bosnia și Herțegovina | Radmilo Mihajlović | 1 | Anglia        | Michael Owen        | 1 | Franța    | Olivier Giroud   | 1 | Argentina  | Paulo Dybala         | 1 | Ucraina       | Andrei Șevcenko  | 1 |
| Spania     | Sebastián Losada   | 1 | Camerun   | Samuel Eto'o  | 1 | Țările de Jos         | Roy Makaay         | 1 | Țările de Jos | Robin van Persie    | 1 | Germania  | Mesut Özil       | 1 | Portugalia | Cristiano Ronaldo    | 1 | Brazilia      | Kaká             | 1 |
| Spania     | Emilio Butragueño  | 1 | Brazilia  | Neymar        | 1 | Croația               | Ivica Olić         | 1 | Țările de Jos | Ruud van Nistelrooy | 1 | Spania    | Lucas Pérez      | 1 |            |                      |   |               |                  |   |
| Spania     | Raúl González      | 1 | Turcia    | Arda Turan    | 1 | Peru                  | Claudio Pizarro    | 1 |               |                     |   |           |                  |   |            |                      |   |               |                  |   |
| Brazilia   | Ronaldo            | 1 |           |               |   | Germania              | Serge Gnabry       | 1 |               |                     |   |           |                  |   |            |                      |   |               |                  |   |
| Brazilia   | Rodrygo Goes       | 1 |           |               |   |                       |                    |   |               |                     |   |           |                  |   |            |                      |   |               |                  |   |

| Franța           | Jean-Pierre Papin   | 2 | Brazilia      | Romário               | 2 | Argentina | Sergio Agüero   | 2 |
| Franța           | Philippe Vercruysse | 1 | Țările de Jos | René van de Kerkhof   | 1 | Brazilia  | Gabriel Jesus   | 2 |
| Franța           | Franck Sauzée       | 1 | Țările de Jos | Willy van der Kuijlen | 1 | Spania    | Álvaro Negredo  | 1 |
| Coasta de Fildeș | Didier Drogba       | 1 | Țările de Jos | Juul Ellerman         | 1 | Jamaica   | Raheem Sterling | 1 |
| Franța           | André-Pierre Gignac | 1 | Țările de Jos | Ruud van Nistelrooy   | 1 |           |                 |   |

### După jucător
| Țară       | Jucător            | Hat-Tricks | Club Sportiv                              | Sezoane                                       |
| ---------- | ------------------ | ---------- | ----------------------------------------- | --------------------------------------------- |
| Argentina  | Lionel Messi       | 8          | Barcelona (8)                             | 2010, 2011, 2012, 2013, 2014, 2016 x(2), 2018 |
| Portugalia | Cristiano Ronaldo  | 8          | Real Madrid (7), Juventus (1)             | 2012, 2013, 2015 x(2), 2016, 2017 x(2), 2019  |
| Italia     | Filippo Inzaghi    | 3          | Juventus (2), AC Milan (1)                | 1998, 2000, 2002                              |
| Polonia    | Robert Lewandowski | 3          | Borussia Dortmund (1), Bayern München (2) | 2013, 2015, 2019                              |
| Germania   | Mario Gómez        | 3          | Bayern München (3)                        | 2010, 2011, 2012                              |
| Brazilia   | Luiz Adriano       | 3          | Șahtior Donețk (3)                        | 2012, 2014 x(2)                               |
| Brazilia   | Neymar             | 3          | Barcelona (1), Paris Saint Germain (2)    | 2013, 2018, 2020                              |

Notițe

## Participări
Tabelele de mai jos prezintă numărul de cluburi pentru fiecare țară din Europa care și-au făcut apariția în această competiție în era Cupa Campionilor Europeni și în era actuală Liga Campionilor.
| Națiune       | Total | Cluburi Sportive |
| ------------- | ----- | --- |
| Germania      | 13    | Bayern München – Borussia Dortmund – Hamburg – Hertha Berlin – Hoffenheim – Kaiserslautern – Leverkusen – M'gladbach – RB Leipzig – Schalke 04 – Stuttgart – Werder Bremen – Wolfsburg |
|               |       | |
| Spania        | 13    | Atlético Madrid – Barcelona – Bilbao – Celta Vigo – La Coruña – Málaga – Mallorca – Real Madrid – Real Sociedad – Real Betis – Sevilla – Valencia – Villarreal                         |
|               |       | |
| Anglia        | 10    | Arsenal – Blackburn Rovers – Chelsea – Leeds – Leicester City – Liverpool – Manchester City – Manchester United – Newcastle United – Tottenham                                         |
|               |       | |
| Franța        | 10    | Auxerre – Bordeaux – Lens – Lille – Lyon – Marseille – Monaco – Montpellier – Nantes – Paris Saint-Germain                                                                             |
|               |       | |
| Italia        | 10    | Atalanta – Fiorentina – Inter Milano – Juventus – Lazio – Milan – Napoli – Parma – Roma – Udinese                                                                                      |
|               |       | |
| Rusia         | 7     | Krasnodar – Lokomotiv Moscova – Rubin Kazan – Rostov – Spartak Moscova – ȚSKA Moscova – Zenit                                                                                          |
|               |       | |
| Țările de Jos | 7     | Ajax – AZ Alkmaar – Feyenoord – Heerenveen – PSV Eindhoven – Twente – Willem II |
|               |       | |
| Belgia        | 6     | Anderlecht – Club Brugge – KRC Genk – KAA Gent – Lierse – Standard Liège |
|               |       | |
| Danemarca     | 5     | Aalborg – Brøndby – Copenhaga – Midtjylland – Nordsjælland |
|               |       | |
| Elveția       | 5     | Basel – Grasshopper – Thun – Young Boys – Zürich |
|               |       | |
| Portugalia    | 5     | Benfica – Boavista – Braga – Porto – Sporting Lisabona |
|               |       | |
| Turcia        | 5     | Beșiktaș – Bursaspor – Fenerbahce – Galatasaray – Trabzonspor |
|               |       | |
| Austria       | 4     | Austria Viena – Rapid Viena – Salzburg – Sturm Graz |
|               |       | |
| România       | 4     | CFR Cluj – Steaua București – Oțelul Galați – Unirea Urziceni |
|               |       | |
| Suedia        | 4     | AIK Solna – Göteborg – Helsingborgs – Malmö |
|               |       | |
| Cehia         | 3     | Slavia Praga – Sparta Praga – Viktoria Plzeň |
|               |       | |
| Grecia        | 3     | AEK Atena – Panathinaikos – Olympiacos |
|               |       | |
| Israel        | 3     | Hapoel Tel Aviv – Maccabi Haifa – Maccabi Tel Aviv |
|               |       | |
| Slovacia      | 3     | Artmedia Bratislava – Košice – Žilina |
|               |       | |
| Bulgaria      | 2     | Levski Sofia – Ludogoreț Razgrad |
|               |       | |
| Cipru         | 2     | Anorthosis Famagusta – APOEL Nicosia |
|               |       | |
| Croația       | 2     | Dinamo Zagreb – Hajduk Split |
|               |       | |
| Norvegia      | 2     | Molde – Rosenborg |
|               |       | |
| Polonia       | 2     | Legia Varșovia – Widzew Łódź |
|               |       | |
| Scoția        | 2     | Celtic – Rangers |
|               |       | |
| Serbia        | 2     | Partizan Belgrad – Steaua Roșie |
|               |       | |
| Ucraina       | 2     | Dinamo Kiev – Șahtior Donețk |
|               |       | |
| Ungaria       | 2     | Debreceni – Ferencváros |
|               |       | |
| Azerbaidjan   | 1     | Qarabağ |
|               |       | |
| Belarus       | 1     | BATE Borisov |
|               |       | |
| Finlanda      | 1     | HJK Helsinki |
|               |       | |
| Kazahstan     | 1     | Astana |
|               |       | |
| Slovenia      | 1     | Maribor |

Note
 /  /  /  /   – Cluburile făceau parte din Uniunea Sovietică, :
 /  – Cluburile făceau parte din Cehoslovacia, :
 /  /  /   – Cluburile făceau parte din Iugoslavia
| Națiune                                   | Total | Cluburi Sportive |
| ----------------------------------------- | ----- | --- |
| Germania de Vest                          | 14    | Bayern • Dortmund • Braunschweig • Eintracht Frankfurt • Hamburg • Kaiserslautern • Köln • M'gladbach • 1860 München • Nürnberg • Rot-Weiss • Schalke • Stuttgart • Werder Bremen   |
|                                           |       | |
| Anglia                                    | 13    | Arsenal • Aston Villa • Burnley • Derby • Everton • Ipswich • Leeds United • Liverpool • Manchester City • Manchester United • Nottingham Forest • Tottenham • Wolves               |
|                                           |       | |
| Danemarca                                 | 13    | Aarhus • Akademisk • Brøndby • B 1903 • B 1909 • B 1913 • Esbjerg • Hvidovre • Køge • KB • Lyngby • Odense • Vejle                                                                  |
|                                           |       | |
| Republica Irlanda                         | 13    | Athlone Town • Bohemian • Cork Celtic • Cork Hibernians • Derry City • Drumcondra FC • Dundalk • Limerick • Shamrock Rovers • Shelbourne • Sligo Rovers • St Patrick's • Waterford  |
|                                           |       | |
| Polonia                                   | 13    | Górnik Zabrze • Gwardia Varșovia • Lech Poznań • Legia • ŁKS Łódź • Polonia Bytom • Ruch Chorzów • Śląsk • Stal Mielec • Szombierki • Widzew Łódź • Wisła Cracovia • Zagłębie Lubin |
|                                           |       | |
| Italia                                    | 11    | Bologna • Cagliari • Fiorentina • Hellas Verona • Inter Milano • Juventus • Milan • Napoli • Roma • Sampdoria • Torino                                                              |
|                                           |       | |
| Finlanda                                  | 10    | Haka • Helsingfors • HJK Helsinki • Ilves • KPV • KuPs • Kuusysi • Lahti • OPS Oulu • TPS Turku                                                                                     |
|                                           |       | |
| Germania de Est                           | 10    | BFC Dynamo • Carl Zeiss Jena • Chemie Leipzig • Dynamo Dresda • Hansa Rostock • Karl-Marx-Stadt • Magdeburg • Saarbrücken • Vorwärts Berlin • Wismut Karl Marx Stadt                |
|                                           |       | |
| Norvegia                                  | 10    | Fredrikstad • Lillestrøm • Lyn • Moss • Rosenborg • Skeid • Start • Strømsgodset • Vålerenga • Viking                                                                               |
|                                           |       | |
| Suedia                                    | 10    | AIK Solna • Åtvidabergs • Djurgårdens • Göteborg • Halmstad • Helsingborgs • Malmö • Norrköping • Örgryte • Östers                                                                  |
|                                           |       | |
| Uniunea Republicilor Sovietice Socialiste | 10    | Spartak Moscova • Torpedo Moscova • ȚSKA Moscova • Zenit Leningrad • Dinamo Kiev • Dnipro • Zorya Luhansk • Ararat Erevan • Dinamo Minsk • Dinamo Tbilisi                           |
|                                           |       | |
| Austria                                   | 9     | Admira • Austria Viena • Linz • LASK Linz • Rapid Viena • Salzburg • Tirol Swarovski • Wacker Innsbruck • Wiener Sport-Club                                                         |
|                                           |       | |
| Cehia                                     | 9     | Baník Ostrava • Bohemians 1905 • Brno • Dukla Praga • Hradec Králové • Sparta Praga • Vítkovice • Slovan Bratislava • Spartak Trnava                                                |
|                                           |       | |
| Elveția                                   | 9     | Basel • Grasshopper • Lausanne-Sport • La Chaux-de-Fonds • Luzern • Neuchâtel Xamax • Servette • Young Boys • Zürich                                                                |
|                                           |       | |
| Franța                                    | 9     | Bordeaux • Marseille • Monaco • Nantes • Nice • Paris Saint-Germain • Reims • Saint-Étienne • Strasbourg                                                                            |
|                                           |       | |
| Luxemburg                                 | 9     | Aris • Avenir Beggen • Differdange • F91 Dudelange • Jeunesse Esch • Niedercorn • Spora Luxemburg • Stade Dudelange • Union Luxembourg                                              |
|                                           |       | |
| Belgia                                    | 8     | Anderlecht • Beveren • Club Brugge • Lierse • Mechelen • Molenbeek • Royal Antwerp • Standard Liège                                                                                 |
|                                           |       | |
| Cipru                                     | 8     | AEL Limassol • Anorthosis Famagusta • APOEL Nicosia • Apollon Limassol • EPA Larnaca • Olympiakos Nicosia • Omonia Nicosia • Pezoporikos                                            |
|                                           |       | |
| Islanda                                   | 8     | Akranes • Akureyrar • Fram • Keflavík • Reykjavík • Valur • Vestmannaeyja • Víkingur                                                                                                |
|                                           |       | |
| Irlanda de Nord                           | 8     | Ards FC • Coleraine • Crusaders • Glenavon • Glentoran • Linfield • Lisburn Distillery • Portadown                                                                                  |
|                                           |       | |
| Scoția                                    | 8     | Aberdeen • Celtic • Dundee • Dundee United • Heart • Hibernian • Kilmarnock • Rangers                                                                                               |
|                                           |       | |
| Iugoslavia                                | 8     | Partizan Belgrad • Steaua Roșie Belgrad • Vojvodina • Sarajevo • Željezničar • Dinamo Zagreb • Hajduk Split • Vardar                                                                |
|                                           |       | |
| Bulgaria                                  | 7     | Beroe • Botev Plovdiv • Etar • Levski Sofia • Lokomotiv Sofia • Spartak Plovdiv • ȚSKA Sofia                                                                                        |
|                                           |       | |
| România                                   | 7     | Argeș • Dinamo București • Petrolul Ploiești • Rapid București • Steaua București • Universitatea Craiova • UTA Arad                                                                |
|                                           |       | |
| Spania                                    | 7     | Atlético Madrid • Barcelona • Bilbao • Real Madrid • Real Sociedad • Sevilla • Valencia                                                                                             |
|                                           |       | |
| Țările de Jos                             | 7     | Ajax • AZ Alkmaar • DWS • Feyenoord • PSV Eindhoven • Sparta Rotterdam • VV DOS |
|                                           |       | |
| Ungaria                                   | 7     | Csepel • Ferencváros • Győr • Honvéd • MTK Budapesta • Újpest • Vasas |
|                                           |       | |
| Albania                                   | 6     | Dinamo Tirana • Flamurtari • Labinoti • 17 Nëntori Tirana • Partizani Tirana • Vllaznia                                                                                             |
|                                           |       | |
| Malta                                     | 6     | Floriana • Hamrun • Hibernians • Rabat Ajax • Sliema Wanderers • Valletta |
|                                           |       | |
| Grecia                                    | 5     | AEK Atena • AEL Larissa • Olympiacos • Panathinaikos • PAOK Salonic |
|                                           |       | |
| Turcia                                    | 4     | Beșiktaș • Fenerbahce • Galatasaray • Trabzonspor |
|                                           |       | |
| Portugalia                                | 3     | Benfica • Porto • Sporting Lisabona |